# Muara Damai
Muara Damai is een bestuurslaag in het regentschap Banyuasin van de provincie Zuid-Sumatra, Indonesië. Muara Damai telt 798 inwoners (volkstelling 2010).